# Raising The Bar
Raising The Bar es una película dirigida por Clay Glen; escrita por Jarrad Bhatia, Pirie Martin y Hayden Smith; protagonizada por Kelli Berglund como Kelly Jhonson; y difundida por MarVista Productions.

## Argumento
Tras una actuación menos que perfecta en su última competición, de 16 años de edad, Kelly se muda desde los EE. UU. a Australia con su madre, y utiliza el viaje para escapar de su vida de alta presión como gimnasta. Pero cuando la oportunidad de ayudar a un nuevo amigo le tira de nuevo en el mundo de la gimnasia competitiva, tendrá que recuperar la confianza en sí misma y encontrar una manera de avanzar, mientras que hace las paces con su pasado.

## Reparto
- Kelli Berglund como Kelly Johnson
- Lili Karamalikis como Nicola
- Tess Fowler como Jess
- Emily Morris como Ashley
- Peta Shannon como Sarah Johnson
- Jack Tomich como Scotty
- Caetlyn Collins como el entrenador Mel
- Isabelle Andary-Geslin como Megan

### Invitados Especiales
- Jordyn Wieber : Olimpista y Medallista de Oro USA